# Tatjana Nikolajewna Troizkaja
Tatjana Nikolajewna Troizkaja (russisch Татьяна Николаевна Троицкая; * 9. Mai 1925 in Tiflis; † 1. November 2018 in Nowosibirsk) war eine russische Archäologin und Hochschullehrerin.

## Leben
Troizkaja, Tochter einer Botaniker-Familie, interessierte sich schon in ihrer Jugend für Geschichte. Nach dem Mittelschulabschluss 1942 begann sie das Studium in Birsk an der Naturwissenschaftlichen Fakultät des Birsker Pädagogischen Instituts, da es an Studienplätzen an Geschichtsfakultäten mangelte. Als ihre Eltern umzogen, wechselte sie in die Fernstudiumabteilung des Moskauer Pädagogischen Instituts. Gleichzeitig arbeitete sie im Orlowsker Pädagogischen Institut. 1945 nahm sie zum ersten Mal an einer Grabungsexpedition im skythischen Neapolis bei Simferopol teil. Seitdem versäumte sie bis in die 1990er Jahre keine Grabungssaison. Ihr Studium schloss sie 1947 an der Geschichtsfakultät des Pädagogischen Instituts der Krim in Simferopol ab.
Nach dem Studium arbeitete Troizkaja als Assistentin am Lehrstuhl für allgemeine Geschichte des Pädagogischen Instituts der Krim und als Laborantin in der Abteilung für Geschichte der Krim der Akademie der Wissenschaften der Ukraine. Während ihrer Aspirantur im Fachgebiet Archäologie bei Boris Alexandrowitsch Rybakow und Pawel Nikjolajewitsch Schulz 1951–1954 fertigte sie ihre Kandidat-Dissertation über die skythischen Grabhügel auf der Krim an. 1955 war sie wissenschaftliche Mitarbeiterin des Instituts für Geschichte, Literatur und Sprachen der Baschkirischen Filiale der Akademie der Wissenschaften der UdSSR (AN-SSSR).
1956 ging Troizkaja nach Nowosibirsk und lehrte dort am Lehrstuhl für allgemeine Geschichte des Pädagogischen Instituts. Systematisch identifizierte sie in der Oblast Nowosibirsk archäologische Fundstätten und untersuchte sie ohne professionelle Hilfe und Unterstützung, wofür sie eine neue Methodik entwickelte. Sie machte Entdeckungen in den Rajons Kolywan, Ordynskoje, Iskitim und am Fluss Uen. Zusammen mit ihren Studenten Wjatscheslaw Iwanowitsch Molodin und W. I. Sobolew gab sie 1980 eine archäologische Karte der Oblast Nowosibirsk heraus. Die 50.000 Funde im Staatlichen Nowosibirsker Heimatmuseum stammen aus der Tätigkeit Troizkajas und ihrer Studenten. 1981 verteidigte sie erfolgreich ihre Doktor-Dissertation über die Waldsteppe am Ob in der frühen Eisenzeit. 1983 wurde sie Professorin am Lehrstuhl für vaterländische Geschichte des Pädagogischen Instituts.
1991 wurde Troizkaja Professorin am Lehrstuhl für Weltkulturgeschichte des Nowosibirsker Pädagogischen Instituts. Am Pädagogischen Institut gründete sie ein Museum für Archäologie und dann ein weiteres für Geschichte. Sie war viele Jahre lang Mitglied des Präsidiums der Gesellschaft für den Schutz der Kulturdenkmäler und Präsidentin der archäologischen Sektion sowie Mitglied des Koordinierungsrates für die Archäologie Westsibiriens. Sie leitete die Aspirantur. Sie erhielt den Verdienstorden für das Vaterland II. Klasse.